# スタートアップ!
「スタートアップ!」は、BOYFRIENDの楽曲。彼らの日本での6枚目のシングルとして2014年5月28日にBeingから発売。

## 解説
名古屋テレビ「鉄子の育て方」主題歌。表題曲のプロモーションビデオに岡本杏理、大橋典之が出演している。初回盤は表題曲のプロモーションビデオを収録したDVD付き、ローソン・HMV盤はラジオCD付き。アルバム「SEVENTH COLOR」先行シングル。

## 収録曲
初回限定盤、ローソン・HMV盤
1. スタートアップ!
作詞：La Teere　作曲・編曲：Andreas Johansson・DAICHI・You wich
2. DO-DO-DO
作詞：La Teere　作曲：関淳二郎　編曲：船山基紀
3. スタートアップ! (instrumental)
4. DO-DO-DO (instrumental)

通常盤
1. スタートアップ!
2. DO-DO-DO
3. スタートアップ! (instrumental)
4. DO-DO-DO (instrumental)
5. 「Be my shine ～君を離さない～」 BOYFRIEND LOVE COMMUNICATION 2013-SEVENTH MISSION- ＠国際フォーラム